# David Karp
David Karp (sinh ngày 6 tháng 7 năm 1986) là một doanh nhân, nhà phát triển web người Mỹ. Anh là nhà sáng lập và cựu CEO của trang mạng xã hội Tumblr. Theo Forbes, tổng tài sản ước tính của Karp là khoảng $200 triệu đô-la Mỹ, trong khi Tumblr có giá trị khoảng $800 triệu.